# Eric Snow
Eric Snow (24 d'abril de 1973, Canton, Ohio) és un jugador professional de bàsquet que juga al Cleveland Cavaliers de l'NBA com a base.